# Børglums län
Børglums län var ett danskt län fram till 1662. Det var uppkallat efter Børglums kloster (ursprungligen efter Børglums kungsgård, se artikeln om klostret) och omfattade bland annat Børglums härad i Vendsyssel i norra Jylland. Det omfattade ungefär det senare Hjørring amt, som efter 1970 gick upp i Nordjyllands amt. Det omfattade också ungefär det område, som den nya kommunen sedan 1 januari 2007, Hjørrings kommun, omfattar. Denna kommun ligger i den efter samma datum nyupprättade Region Nordjylland.